# Rábcakapi
Rábcakapi is een plaats (község) en gemeente in het Hongaarse comitaat Győr-Moson-Sopron. Rábcakapi telt 186 inwoners (2001).